# 大伏革菌属
大伏革菌属（学名：Licrostroma）是伏革菌科下的一个属。

## 下属物种
本属包括以下物种：
- 拟大伏革菌 Licrostroma subgiganteum (Berk.) P.A.Lemke